# Geary County
Geary County ist ein County im Bundesstaat Kansas der Vereinigten Staaten. Der Verwaltungssitz (County Seat) ist Junction City. Das U.S. Census Bureau hat bei der Volkszählung 2020 eine Einwohnerzahl von 36.739 ermittelt.

## Geographie
Das County liegt im mittleren Nordosten von Kansas und hat eine Fläche von 1047 Quadratkilometern, wovon 51 Quadratkilometer Wasserfläche sind. Es grenzt im Uhrzeigersinn an folgende Countys: Riley County, Wabaunsee County, Morris County, Dickinson County und Clay County.

## Geschichte
Geary County wurde am 30. August 1855 als Original-County aus freiem Territorium gebildet und gehört zu den ersten 33 Countys, die von der ersten Territorial-Verwaltung gebildet wurden. Benannt wurde es nach John White Geary, einem frühen Gouverneur des Kansas-Territoriums.
14 Bauwerke und Stätten des Countys sind im National Register of Historic Places eingetragen.

## Demografische Daten

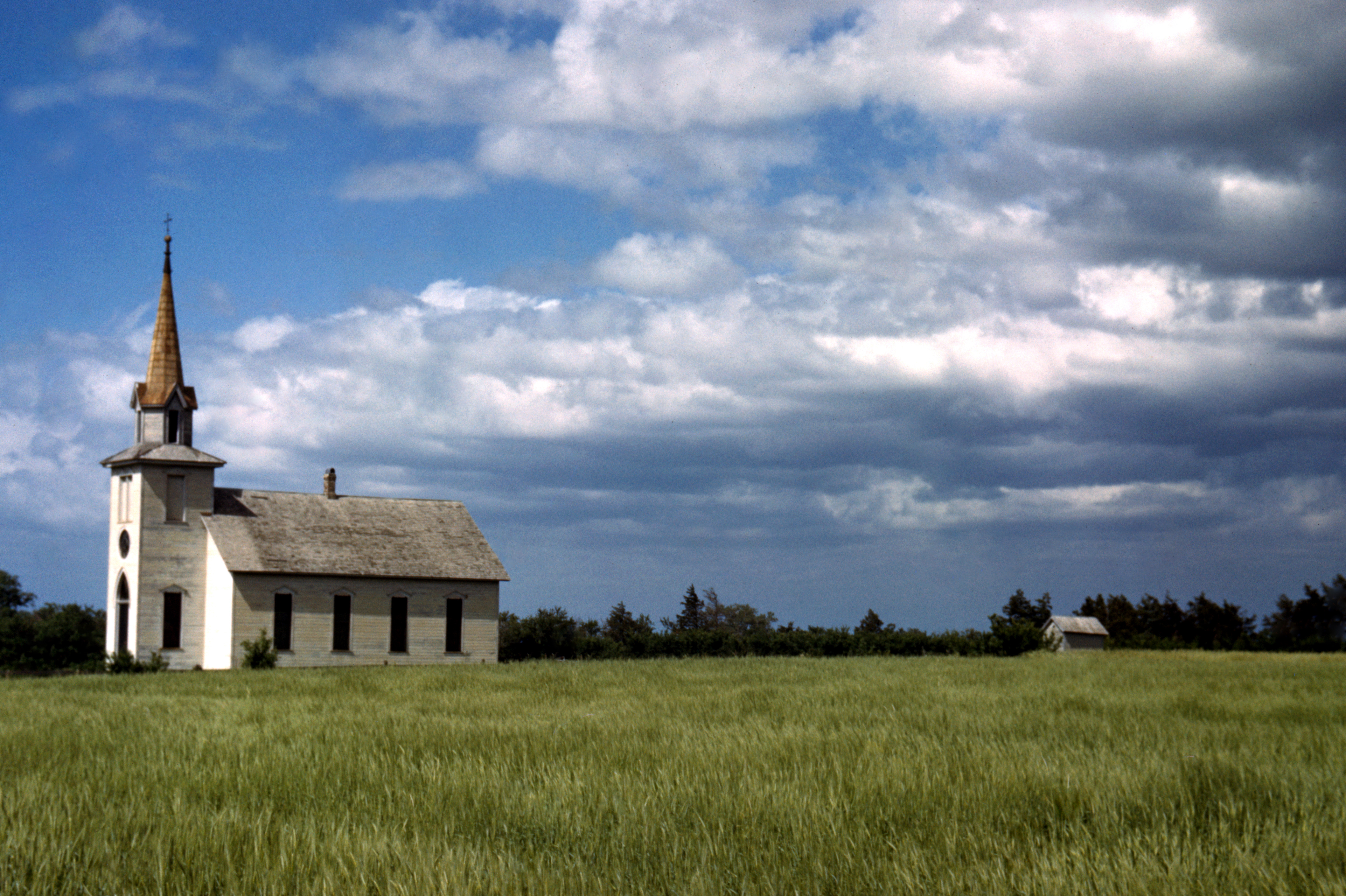
Alleinstehende Kirche nahe Junction City

Nach der Volkszählung im Jahr 2000 lebten im Geary County 27.947 Menschen in 10.458 Haushalten und 7.582 Familien im Geary County. Die Bevölkerungsdichte betrug 28 Einwohner pro Quadratkilometer. Ethnisch betrachtet setzte sich die Bevölkerung zusammen aus 64,13 Prozent Weißen, 22,03 Prozent Afroamerikanern, 0,75 Prozent amerikanischen Ureinwohnern, 3,16 Prozent Asiaten, 0,41 Prozent Bewohnern aus dem pazifischen Inselraum und 4,10 Prozent aus anderen ethnischen Gruppen; 5,41 Prozent stammten von zwei oder mehr Ethnien ab. 8,45 Prozent der Bevölkerung waren spanischer oder lateinamerikanischer Abstammung.
Von den 10.458 Haushalten hatten 39,6 Prozent Kinder unter 18 Jahren, die mit ihnen gemeinsam lebten. 56,9 Prozent waren verheiratete, zusammenlebende Paare, 12,3 Prozent waren alleinerziehende Mütter und 27,5 Prozent waren keine Familien. 22,5 Prozent aller Haushalte waren Singlehaushalte und in 7,8 Prozent lebten Menschen mit 65 Jahren oder darüber. Die Durchschnittshaushaltsgröße betrug 2,61 und die durchschnittliche Familiengröße betrug 3,07 Personen.
29,6 Prozent der Bevölkerung waren unter 18 Jahre alt. 13,6 Prozent zwischen 18 und 24 Jahre, 30,0 Prozent zwischen 25 und 44 Jahre, 17,4 Prozent zwischen 45 und 64 Jahre und 9,4 Prozent waren 65 Jahre alt oder älter. Das Durchschnittsalter betrug 29 Jahre. Auf 100 weibliche Personen kamen 97,3 männliche Personen. Auf 100 erwachsene Frauen ab 18 Jahren kamen 94,3 Männer.
Das jährliche Durchschnittseinkommen eines Haushalts betrug 31.917 USD, das Durchschnittseinkommen einer Familie betrug 36.372 USD. Männer hatten ein Durchschnittseinkommen von 25.942 USD, Frauen 21.389 USD. Das Prokopfeinkommen betrug 16.199 USD.
9,7 Prozent der Familien und 12,1 Prozent der Bevölkerung lebten unterhalb der Armutsgrenze.

## Orte im County
- Alida
- Grandview Plaza
- Junction City
- Kansas Falls
- Milford
- Wreford

Townships
- Blakely Township
- Jackson Township
- Jefferson Township
- Liberty Township
- Lyon Township
- Milford Township
- Smoky Hill Township
- Wingfield Township